# Xenaspis walkeri
Xenaspis walkeri är en tvåvingeart som först beskrevs av Günther Enderlein 1912.  Xenaspis walkeri ingår i släktet Xenaspis och familjen bredmunsflugor. Inga underarter finns listade i Catalogue of Life.